# الأجنحة الملكية
الأجنحة الملكية هي شركة طيران تابعة للملكية الأردنية مقرها في عمان. قاعدتها الرئيسية في مطار الملكة علياء الدولي وقاعدتها الثانوية في مطار عمان المدني.

## نبذة
بدأت إستراتيجية الخدمات التي تقدمها الأجنحة الملكية لتطوير النقل الجوي المحلي والإقليمي في الأردن والتي يمكن أن تلبي احتياجات النقل والسفر محلياً وإقليمياً ودولياً. أثناء تأسيس الأجنحة الملكية، تكون الأسطول من طائرتي بومباردييه داش 8 تم تشغيلهما من ضمن رحلات مجدولة من مطار عمان المدني في منطقة ماركا في عمان إلى كل من شرم الشيخ وحلب وأنقرة والعريش وغزة وتل أبيب والعقبة والإسكندرية، إضافة إلى خدمات التأجير في موسم العطلات الصيفية الذي يمتد من حزيران إلى تشرين الثاني وفي مواسم المهرجانات والأعياد إلى عدد من الوجهات منها أنطاليا ورودس ولارنكا والغردقة وبودروم وشرم الشيخ والإسكندرية والأقصر وأسوان.
في عام 2005، أجريت إعادة هيكلة وتأهيل للتأقلم مع بيئة الطيران في المنطقة. انتقلت الأجنحة الملكية إلى مرحلة جديدة ومثيرة لتلبية النمو واحتياجات صناعة الطيران العالمية وذلك بوضع خطة للنقل التأجيري منخفضة التكلفة في الأردن. جددت الأجنحة الملكية أسطولها بطائرات حديثة بما يتوافق مع المعايير الدولية للسلامة والاعتمادية والخدمات.
إضافة إلى النقل الجوي، توفر الأجنحة الملكية خدمات المناولة والصيانة لطائرات الشركات الأخرى. في عام 1979، تم تأسيس قاعدة أعمال ثابتة (FBO) في مطار عمان المدني لتقديم خدمات المناولة لطائرات الشخصيات التنفيذية بلإضافة للرحلات الجوية التجارية.
أما أهداف وغايات الأجنحة الملكية فهي الحفاظ على الخدمات وتشغيل رحلات قصيرة المدى ومتوسطة المدى بأمان وكفاءة إلى المطارات المحلية والإقليمية والدولية المحتملة، وتقديم الخدمة بأسعار معقولة ومريحة وفعالة مع توقيت مناسب والسفر مريحة.

## الوجهات
تشغل الأجنحة الملكية رحلات طيران مجدولة إلى الوجهات التالية (كما في يونيو 2013) :
 مصر
- العريش - مطار العريش الدولي
- الإسكندرية - مطار برج العرب الدولي
- شرم الشيخ - مطار شرم الشيخ الدولي

 اليونان
- رودس (جزيرة) - مطار دياغوراس الدولي

 الأردن
- عمان (مدينة)
  - مطار عمان المدني
  - مطار الملكة علياء الدولي
- العقبة
  - مطار الملك حسين الدولي

 بولندا
- وارسو

 تركيا
- أنقرة
- أنطاليا - مطار أنطاليا

 الجزائر
- الجزائر (مدينة) - مطار هواري بومدين الدولي

## الأسطول
يتكون أسطول الأجنحة الملكية من الطائرات التالية:

## روابط خارجية
- الموقع الرسمي
- Royal Wings aircraft on airlines.net